# Aufzeichnungsdichte

Unterschiedliche Aufzeichnungsdichten bei magnetischen Speichermedien

Die Aufzeichnungsdichte, auch Speicher-, Daten- oder Datenaufzeichnungsdichte genannt, ist ein Maß für die Anzahl der Daten pro Flächen-, Längen- oder Gewichtseinheit, die auf einem Datenträger gespeichert werden kann.
Bei Magnetbändern wird als Maßeinheit meistens BPI (Bits per Inch = Bits pro Zoll) oder FCI (Flux Changes per Inch = Flusswechsel pro Zoll) benutzt, bei Festplatten Bits pro Quadratzoll.
Vor allem im Zusammenhang mit Disketten, aber auch mit Magnetbändern, werden folgende Begriffe oder ihre englischen Pendants genutzt:
- Einfache Dichte bzw. Single Density (SD)
- Doppelte Dichte bzw. Double Density (DD)
- Vierfache Dichte bzw. Quadruple Density (QD)
- Hohe Dichte bzw. High Density (HD)
- Erweiterte Dichte bzw. Extra-high Density (ED).

Sie bezeichnen das Verhältnis der Aufzeichnungsdichte zu einer Standard-Aufzeichnungsdichte.
Die Aufzeichnungsdichte hängt bei magnetischen Datenträgern u. a. davon ab, mit welchem Material das Speichermedium beschichtet ist.
Je höher die Aufzeichnungsdichte, desto größer die Speicherkapazität. Seit der ersten magnetischen Festplatte von IBM (1956) ist die Aufzeichnungsdichte bis 2010 um einen Faktor 2·108 gestiegen und erreichte damit 5·1011 Bit/Zoll2.